# Rhytiphora albospilota
Rhytiphora albospilota là một loài bọ cánh cứng trong họ Cerambycidae.